# Afrocentrismo
El afrocentrismo (también afrocentricidad y, ocasionalmente, africentrismo) es una visión de la historia del mundo que enfatiza la importancia de los africanos, tomándolos como un solo grupo y a menudo transformándose en sinónimo de personas de raza negra, en la cultura, la filosofía y la historia. Se puede remontar a la labor de los intelectuales negros en los siglos XIX y XX, pero floreció en su forma actual debido al activismo de los intelectuales negros en el movimiento de derechos civiles de los Estados Unidos y en el desarrollo de programas de estudios afroamericanos en las universidades.

## Terminología
El término "afrocentrismo" data de 1961 o 1962. El adjetivo "Afrocéntricos" aparece en una propuesta de transcripción para una entrada en la Encyclopedia Africana, posiblemente de W. E. B. Du Bois. La palabra idiosincrásica africentrismo es la preferida por Jeremiah Wright. El sustantivo abstracto "afrocentricidad" se remonta a la década de 1970, y fue popularizado por Molefi Asante en el libro Afrocentricity: The Theory of Social Change de 1980. La diferencia fundamental entre "afrocentrismo" y "afrocentricidad" es que lo primero se constituye en un movimiento social que pone a la persona africana en el centro de sus propios intereses y enfatiza los usos culturales, mientras que la "afrocentricidad" es una postura dentro del estudio de la historia y la realidad africanas. La afrocentricidad: "Se define como una epistemología que convoca a una lectura del mundo desde África situando África y los africanos en tanto que sujetos de acción histórica en el punto de partida de todo análisis sobre su propia realidad." 

## Historia del afrocentrismo

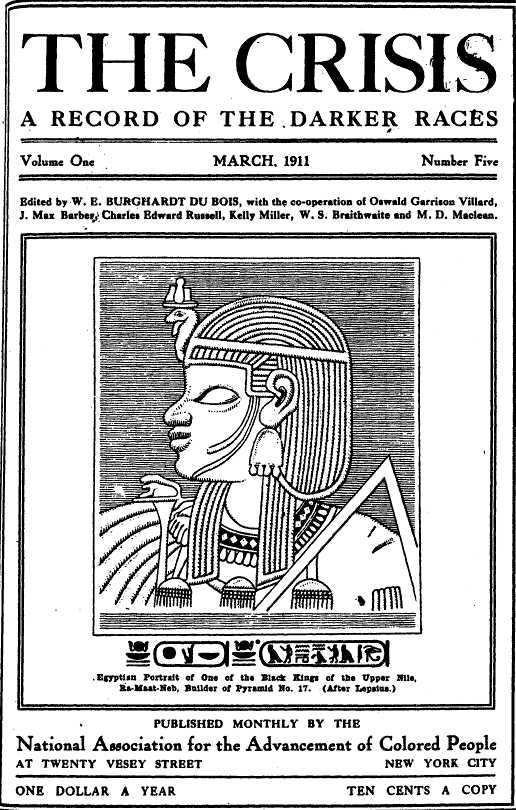
Una copia de 1911 del periódico The Crisis de la NAACP, que representa a "Ra-Neb-Maat, uno de los reyes del Alto Nilo", que es una copia de la escultura que representa a Nebmaatre I de una de las pirámides de Meroe.

El afrocentrismo tiene sus orígenes en la labor de los intelectuales africanos y de la diáspora africana a finales del siglo XIX y principios del XX, a raíz de los cambios sociales en los Estados Unidos y África debido tanto al final de la esclavitud como a la disminución del colonialismo. Tras la Guerra de Secesión estadounidense, los afroamericanos del Sur se reunieron en las comunidades para eludir el control blanco, estableciendo sus propias congregaciones de las iglesias y trabajando duro para obtener educación. Luego comenzaron a tener un papel más activo al tomar cada vez más funciones públicas a pesar de la grave discriminación racial y la segregación. Los intelectuales afroamericanos y africanos miraron hacia el pasado africano para hacer una revaluación de lo que habían logrado sus civilizaciones y lo que esto significaba para personas contemporáneas.
Como una ideología y movimiento político, el afrocentrismo tuvo sus inicios en el medio del activismo de los intelectuales negros, figuras políticas e historiadores en el contexto del movimiento por los derechos civiles en Estados Unidos. De acuerdo con el profesor estadounidense Victor Oguejiofor Okafor, los conceptos de la afrocentricidad constituyen el núcleo de disciplinas tales como los estudios afroamericanos.
En 1966, Maulana Karenga de la Organización US creó a Kwanzaa como la primera fiesta específicamente afroamericana. Karenga dijo que su objetivo era "darle a los negros una alternativa a las vacaciones existentes y darles una oportunidad para celebrar la historia y a ellos mismos, en lugar de simplemente imitar la práctica de la sociedad dominante". Durante los primeros años de Kwanzaa, Karenga dijo que la conmemoración iba a ser una alternativa a la Navidad, porque el Cristianismo era una religión blanca que los negros deberían evitar. Sin embargo, como Kwanzaa ganó adeptos convencionales, Karenga alteró su posición para que los practicantes del Cristianismo no los dejaran alienados.
En 1987, Martin Bernal publicó a su Atenea Negra, en donde afirma que Grecia fue colonizada por invasores del Norte mezclados con una colonia establecida por Fenicia (actual Líbano). Un tema importante de la obra es la supuesta denegación por la academia occidental de la influencia asiática (occidental) y africana en la cultura griega antigua. El trabajo de Bernal fue ampliamente rechazado por eruditos rotulándolo como pseudohistoria, sobre todo en la Revisión de Atenea Negra de 1996, con una colección de ensayos editados por Mary Lefkowitz y Guy MacLean Rogers;  pese a que la evidencia que Bernal aporta es caritativamente calificada por los expertos como "deficiente,"  Bernal sigue siendo ampliamente citado en la literatura afrocéntrica.

## Aspectos del afrocentrismo
En el año 2000, Molefi Kete Asante, Presidente del Departamento de Estudios Afroamericanos en la Universidad de Temple dio una conferencia en la Universidad de Liverpool, titulada "Afrocentricidad: Hacia una Nueva Comprensión del Pensamiento Africano en Este Milenio", en la que presentó a muchas de sus ideas:
- África ha sido traicionada por el comercio internacional, por los misioneros e imanes, por la estructura de conocimiento impuesta por el mundo occidental, por sus propios líderes y la ignorancia de su propia gente de su pasado.
- La Filosofía se originó en África y los primeros filósofos en el mundo eran africanos.
- La afrocentricidad constituye una nueva forma de examinar los datos y una nueva orientación a los datos; lleva consigo suposiciones acerca del estado actual del mundo africano.
- Su objetivo es "ayudar a diseñar un plan para la recuperación del lugar de África, la respetabilidad, la responsabilidad y el liderazgo."

Asante también declaró: 

"Como configuración cultural, la idea afrocéntrica se caracteriza por cinco características:
1. un intenso interés en la ubicación psicológica determinada por los símbolos, motivos y rituales.
2. un compromiso para encontrar el lugar de asunto de los africanos en cualquier fenómeno social, político, económico o religioso con implicaciones para las cuestiones de sexo, género y clase.
3. una defensa de los elementos culturales africanos para que sean históricamente válidos en el contexto del arte, la música y la literatura.
4. una celebración de la centralidad, de la agencia y el compromiso del refinamiento léxico que elimina peyorativos sobre los africanos o de otras personas.
5. un potente imperativo de las fuentes históricas para revisar el texto colectivo del pueblo africano."

### Afrocentrismo radical
Según el afrocentrismo radical, los africanos fueron responsables de muchas de las grandes innovaciones en la filosofía antigua, la ciencia y la tecnología, que más tarde fueron robadas por los pueblos del Oriente Medio y europeos. Algunos de los estudiosos que se consideran radicales son el Dr. Ben y Leonard Jeffries.
En su forma más radical, este tipo de afrocentrismo está asociado con el Supremacismo negro.

### "Educación afrocéntrica"
La premisa detrás de la educación afrocéntrica es la noción de que los seres humanos pueden ser subyugados y serviles, limitando su conciencia de sí mismos y mediante la imposición de ciertos aspectos selectivos de conocimientos alienados sobre ellos. Los afrocentristas afirman que lo que educa a un grupo de personas no necesariamente educa y capacita a otro grupo de personas.
El término "mala educación" fue acuñado por el Dr. Carter G. Woodson para describir el proceso de privar sistemáticamente a los afroamericanos del conocimiento de sí mismos. El Dr. Woodson creía que la mala education era la raíz de los problemas de las masas de la comunidad afroamericana y que si se les hubiesen dado el conocimiento y educación correcta desde el principio, no estarían en la situación que se encuentran en hoy.
El problema relativo a la educación formal visto por los afrocentristas es que a los estudiantes negros se les enseña a percibir el mundo a través de los ojos de otra cultura e inconscientemente aprenden a verse a sí mismos como una parte insignificante de su mundo. Una educación afrocéntrica no quiere aislar a los africanos de un sistema de educación eurocéntrica. Quiere afirmar la autonomía de los africanos y englobar la singularidad cultural de todos los estudiantes. Una escuela basada en los valores africanos, eliminará los patrones de rechazo y alienación que absorbe a tantos niños afroamericanos, especialmente a los varones.
El movimiento por la educación afrocéntrica se basa en la suposición de que una escuela inmersa en símbolos, rituales, valores y tradiciones africanos proporcionarán un entorno de aprendizaje más acorde con los estilos de vida y los valores de las familias afroamericanas. Las personas que están en desacuerdo con este punto de vista tienen en cuenta los logros de los muchos afroamericanos educados de acuerdo a las normas de los Estados Unidos y Europa contemporáneas, como W. E. B. Du Bois y otros intelectuales de principios del siglo XX, así como Henry Louis Gates Jr. y otros de finales del siglo XX y XXI.
En los últimos años los departamentos de Estudios Africanos o Africología de muchas de las universidades más importantes en los Estados Unidos son derivados de los departamentos de "Estudios Negros" afrocéntricos que se formaron en la década de 1970. Estos departamentos, en lugar de centrarse en temas negros sobre la diáspora africana (a menudo temas exclusivamente afroestadounidenses), pretenden ampliar el campo de los estudios para abarcar a todos los de la diáspora africana. También buscan alinearse a otros departamentos de la universidad y encontrar continuidad entre el afrocentrismo radical de las últimas décadas y la beca multicultural que se encuentra en muchos campos de hoy en día.

### Teología afrocéntrica
La iglesia negra en los Estados Unidos se desarrolló a partir del sincretismo de la espiritualidad africana con el cristianismo europeo-americano, los primeros miembros de las iglesias hicieron algunas historias propias. Durante los años de preguerra, la idea de la liberación de la esclavitud, así como en la historia del Éxodo, fue especialmente importante. Después de la Reconstrucción y el restablecimiento de la supremacía blanca, su esperanza se basaba en la liberación de la segregación y otros abusos. Encontraron mucho para responder a la idea de una relación personal con Jesús y a la forma de sus iglesias por el desarrollo de la música y adoración con estilos que relacionaba tradiciones de África así como europeas-americanas.
Los "enfoques africéntricos" del siglo XX para la teología cristiana y para la predicación han sido más deliberados. Algunos escritores y pensadores destacan la "presencia negra" en la Biblia cristiana, incluyendo la idea no compatible históricamente de un "Jesús negro". La "teología africéntrica" es el principio básico de la identidad autoproclamada de la Iglesia Unida de la Trinidad de Cristo, en Chicago, la antigua iglesia del Presidente estadounidense Barack Obama. Jeremiah Wright, el pastor durante más de 30 años, basa su énfasis en el libro de James H. Cone, Black Theology & Black Power de 1969.

## Egipto y la identidad negra
El afrocentrismo sostiene esencialmente que el Antiguo Egipto fue una civilización negra africana, a menudo haciendo énfasis en que esta identidad negra era mayor en la historia más antigua de Egipto, antes de la llegada de otros pueblos desde Asia. Aunque esta hipótesis ha sido formulada por algunos historiadores y africanistas desde hace más de un siglo, la mayoría de los antropólogos y genetistas disienten de esta hipótesis y consideran que los negros subsaharianos son culturalmente distintos de los antiguos egipcios, los cuales compartieron muchas características históricas, culturales y genéticas con otros grupos de las riberas del Mediterráneo oriental. En cuanto a los antiguos egipcios, ellos dividían la humanidad en cuatro razas: asiáticos, libios, nubios, y Hombre, donde el Hombre era la raza egipcia.

## Críticas y contra-críticas
Uno de los críticos más destacados del afrocentrismo, Mary Lefkowitz, en defensa de la postura académica mayoritaria, ha caracterizado el afrocentrismo como "una excusa para enseñar mitos como si fueran historia." Del mismo modo, el profesor de historia afroamericana Clarence E. Walker lo ha caracterizado como "una mitología que es racista, reaccionaria y esencialmente terapéutica." Los afrocentristas, sin embargo, levantan cargos similares a lo que consideran como un pronunciado eurocentrismo en la corriente principal de la historia académica y argumentan que la aproximación afrocentrista sólo intenta colocar los hechos históricos en su lugar desbancando un falso paradigma de sesgo racista.
A principios de 2024, después de que se revelara que uno de los protagonistas del nuevo videojuego de Assassin's Creed,Assassin's Creed Shadows iba a ser Yasuke (un samurái africano del cual aún se tiene debate si realmente existió o no) múltiples personas y páginas de habla inglesa en redes sociales empezarían a hacer publicaciones de tipo "rage bait" valiéndose de images hechas por inteligencia artificial donde se veían personas de color junto a varias personas de origen nipón o familias Africanas vistiendo kimonos posando en frente de casas tradicionales de la época feudal, aunque semanas después de la controversia generada debido a la decisión hecha por Ubisoft estas mismas personas y páginas intentarían "Africanizar" varias culturas como la Egipcia,Romana,Vikinga y la más reciente siendo la cultura Olmeca utilizando nuevamente imágenes hechas por inteligencia artificial,estudios alterados,pinturas hechas por las civilizaciones antiguas las cuáles mostrarían un desgaste significativo en la pintura,comparaciones entre fotos de estatuas antiguas y personas afroamericanas de la actualidad y como último recurso inventando datos e historias y usando a los Moros como explicación del por qué los Africanos estaban "esparcidos por todos los continentes",yendo desde el continente asiático hasta las Américas.

## Lista de historiadores afrocentristas destacados

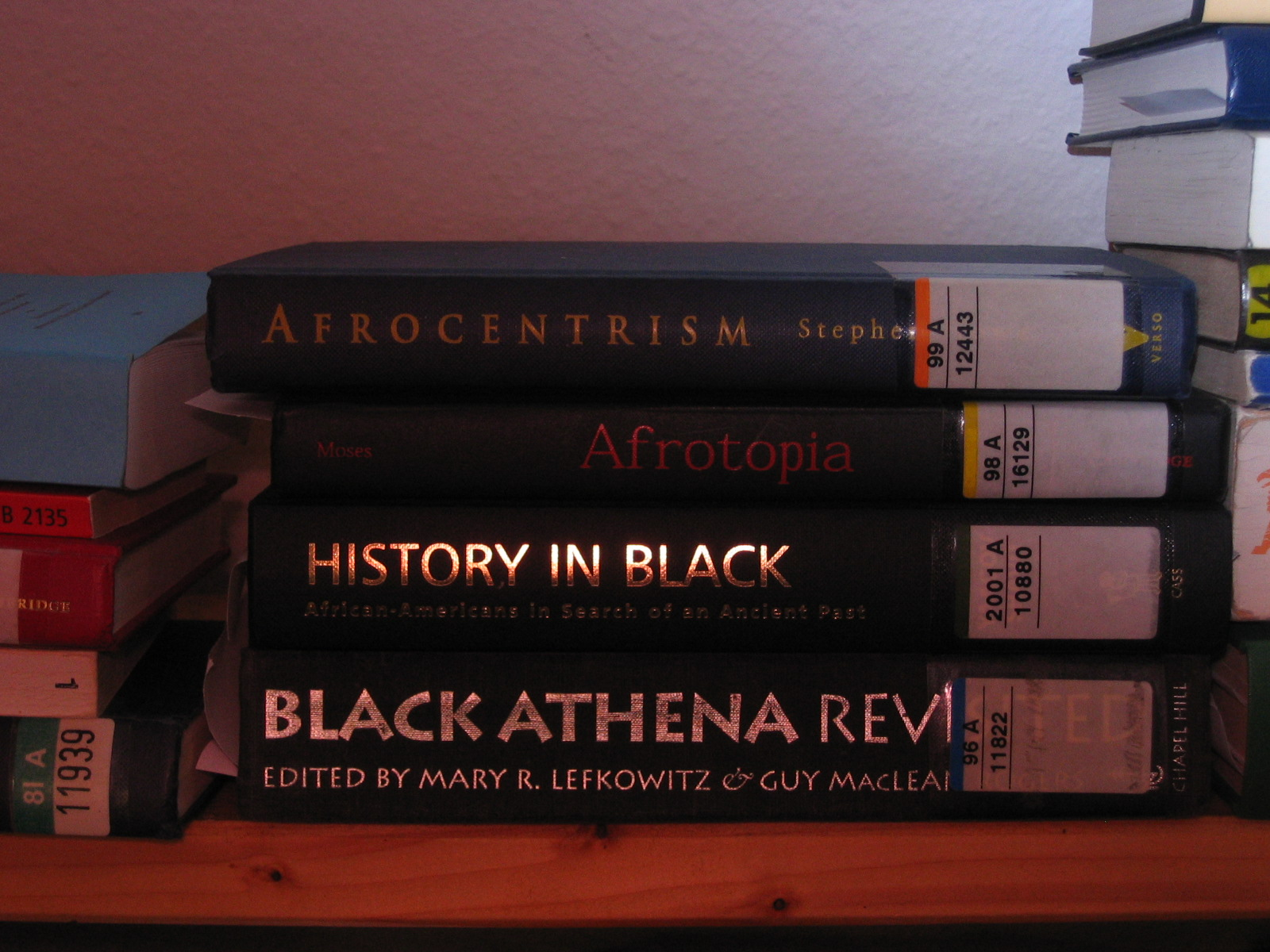
Una pila de libros sobre Afrocentrismo

- Antumi Toasijé, Director del Centro Panafricano y Centro de Estudios Panafricanos.
- Asa Hilliard, III, autor: SBA: The Reawakening of the African Mind; The Teachings of Ptahhotep
- Chancellor Williams, autor: The Destruction of Black Civilization: Great Issues of a Race from 4500 B.C. to 2000 A.D.
- Cheikh Anta Diop,, autor: The African Origin of Civilization: Myth or Reality; Civilization or Barbarism: An Authentic Anthropology; Precolonial Black Africa; The Cultural Unity of Black Africa: The Domains of Patriarchy and of Matriarchy in Classical Antiquity; The Peopling of Ancient Egypt & the Deciphering of the Meroitic Script
- Drusilla Dunjee Houston, conferenciante, columnista, autor: Wonderful Ethiopians of the Ancient Cushite Empire, 1926.
- H.B. ("Barry") Fell, Harvard profesor, lingüista, autor: Saga America, 1980
- Hakim Bey, líder del Moorish Science Temple, autor del "Journal of the Moorish Paradigm"
- Hubert Harrison, preeminente activista ateo
- Ishakamusa Barashango, profesor universitario y conferenciante; fundador del "Templo del Mesías Negro, escuela de Historia y Religión"; cofundador y director de Fourth Dynasty Publishing Company, Silver Spring, Maryland
- Ivan van Sertima, autor: They Came before Columbus: The African Presence in Ancient America, African Presence in Early Europe; Blacks in Science Ancient and Modern; African Presence in Early Asia; African Presence in Early America; Early America Revisited; Egypt Revisited: Journal of African Civilizations; Nile Valley Civilizations; Egypt: Child of Africa (Journal of African Civilizations, V. 12); The Golden Age of the Moor (Journal of African Civilizations, Vol. 11, Fall 1991); Great Black Leaders: Ancient and Modern; Great African Thinkers: Cheikh Anta Diop
- J.A. Rogers, autor: Sex and Race: Negro-Caucasian Mixing in All Ages and All Lands: The Old World; Nature Knows No Color Line; Sex and Race: A History of White, Negro, and Indian Miscegenation in the Two Americas: The New World; 100 Amazing Facts About the Negro With Complete Proof: A Short Cut to the World History of the Negro
- Jacob Carruthers, egiptólogo; director fundador de la Asociación para el estudio de la civilización clásica africana; fundador y director del Kemetic Institute, Chicago
- Molefi Kete Asante, profesor, autor: Afrocentricity: The theory of Social Change; The Afrocentric Idea; The Egyptian Philosophers: Ancient African Voices from Imhotep to Akhenaten
- Runoko Rashidi, autor: Introduction to African Civilizations; The global African community: The African presence in Asia, Australia, and the South Pacific
- Théophile Obenga, autor: Ancient Egypt and Black Africa: a student's handbook for the study of Ancient Egypt in philosophy, linguistics, and gender relations
- Yosef Ben-Jochannan, autor: African Origins of Major "Western Religions"; Black Man of the Nile and His Family; Africa: Mother of Western Civilization; New Dimensions in African History; The Myth of Exodus and Genesis and the Exclusion of Their African Origins; Africa: Mother of Western Civilization; Abu Simbel to Ghizeh: A Guide Book and Manual